# Château-Gontier (quận)
Quận Château-Gontier là một quận của Pháp, nằm ở tỉnh Mayenne, ở vùng Pays de la Loire. Quận này có 7 tổng và 71 xã.

## Các đơn vị hành chính

### Các tổng
Các tổng của quận Château-Gontier là: 
1. Bierné
2. Château-Gontier-Est
3. Château-Gontier-Ouest
4. Cossé-le-Vivien
5. Craon
6. Grez-en-Bouère
7. Saint-Aignan-sur-Roë

### Các xã
Các xã của quận Château-Gontier, và mã INSEE là: 
| 1. Ampoigné (53004)             | 2. Argenton-Notre-Dame (53006)      | 3. Athée (53012)                    | 4. Azé (53014)                         |
| 5. Ballots (53018)              | 6. Ballée (53017)                   | 7. Beaumont-Pied-de-Bœuf (53027)    | 8. Bierné (53029)                      |
| 9. Bouchamps-lès-Craon (53035)  | 10. Bouessay (53037)                | 11. Bouère (53036)                  | 12. Brains-sur-les-Marches (53041)     |
| 13. Chemazé (53066)             | 14. Château-Gontier (53062)         | 15. Châtelain (53063)               | 16. Chérancé (53068)                   |
| 17. Congrier (53073)            | 18. Cosmes (53075)                  | 19. Cossé-le-Vivien (53077)         | 20. Coudray (53078)                    |
| 21. Craon (53084)               | 22. Cuillé (53088)                  | 23. Daon (53089)                    | 24. Denazé (53090)                     |
| 25. Fontaine-Couverte (53098)   | 26. Fromentières (53101)            | 27. Gastines (53102)                | 28. Gennes-sur-Glaize (53104)          |
| 29. Grez-en-Bouère (53110)      | 30. Houssay (53117)                 | 31. La Boissière (53033)            | 32. La Chapelle-Craonnaise (53058)     |
| 33. La Rouaudière (53192)       | 34. La Roë (53191)                  | 35. La Selle-Craonnaise (53258)     | 36. Laigné (53124)                     |
| 37. Laubrières (53128)          | 38. Le Buret (53046)                | 39. Livré-la-Touche (53135)         | 40. Loigné-sur-Mayenne (53136)         |
| 41. Longuefuye (53138)          | 42. Marigné-Peuton (53145)          | 43. Mée (53148)                     | 44. Ménil (53150)                      |
| 45. Méral (53151)               | 46. Niafles (53165)                 | 47. Origné (53172)                  | 48. Peuton (53178)                     |
| 49. Pommerieux (53180)          | 50. Préaux (53184)                  | 51. Quelaines-Saint-Gault (53186)   | 52. Renazé (53188)                     |
| 53. Ruillé-Froid-Fonds (53193)  | 54. Saint-Aignan-sur-Roë (53197)    | 55. Saint-Brice (53203)             | 56. Saint-Charles-la-Forêt (53206)     |
| 57. Saint-Denis-d'Anjou (53210) | 58. Saint-Erblon (53214)            | 59. Saint-Fort (53215)              | 60. Saint-Laurent-des-Mortiers (53231) |
| 61. Saint-Loup-du-Dorat (53233) | 62. Saint-Martin-du-Limet (53240)   | 63. Saint-Michel-de-Feins (53241)   | 64. Saint-Michel-de-la-Roë (53242)     |
| 65. Saint-Poix (53250)          | 66. Saint-Quentin-les-Anges (53251) | 67. Saint-Saturnin-du-Limet (53253) | 68. Saint-Sulpice (53254)              |
| 69. Senonnes (53259)            | 70. Simplé (53260)                  | 71. Villiers-Charlemagne (53273)    |                                        |